# Echinargus
Echinargus is een geslacht van vlinders uit de familie van de Lycaenidae, uit de onderfamilie van de Polyommatinae. Soorten van dit geslacht komen voor in Noord-, Midden- en Zuid-Amerika.

## Soorten
- E. huntingtoni Rindge & Comstock, 1953
- E. isola (Reakirt, 1866)
- E. martha (Dognin, 1888)